# Halococcus
Genre
Espèces de rang inférieur
- Halococcus dombrowskii
- Halococcus hamelinensis
- Halococcus morrhuae
- Halococcus qingdaonensis
- Halococcus saccharolyticus
- Halococcus salifodinae
- Halococcus thailandensis

Halococcus est un genre d'archées halophiles de la famille des Halobacteriaceae. Ce sont des microorganismes en forme de coques de 0,6 à 1,5 µm de diamètre pourvus d'une paroi cellulaire sulfatée. Ils peuvent utiliser des acides organiques, des acides aminés ou des glucides comme sources d'énergie, et certains sont capables de photosynthèse. On les trouve dans les environnements très riches en sels, tels que les plans d'eau salés ou les aliments salés. Certains requièrent une salinité aussi élevée que 32 % de chlorure de sodium pour un développement optimal.